# No tears left
No tears left is een lied van Crosby, Stills, Nash & Young dat werd geschreven door Stephen Stills. Ze brachten het nummer in 1999 uit op een single en op hun album Looking forward. De single bereikte nummer 34 in de Rock Songs, de op rockmuziek gerichte hitlijst van Billboard.
Het is een stevig rockend nummer met bluestinten. De leadzang is voor Stills die daarin wordt bijgestaan door de achtergrondzang van David Crosby en Graham Nash. Het is echter vooral Stills die in het nummer domineert. Hij bespeelt ook de leadgitaar met distortion, waaruit invloeden van Jimi Hendrix te herleiden zijn. Neil Young sluit met zijn elektrische gitaar en stemgeluid unisono bij Stills aan.